# Mar dos Açores
Mar dos Açores é a designação dada ao conjunto formado pelo mar territorial e pela zona económica exclusiva em torno do arquipélago dos Açores. Aquele espaço marítimo é uma extensão natural do território terrestre do arquipélago e representa mais de 400 vezes a dimensão terrestre das ilhas.